# Episodi di Squadra speciale Lipsia (diciassettesima stagione)
La diciassettesima stagione della serie televisiva Squadra speciale Lipsia è stata trasmessa in anteprima in Germania dalla ZDF tra il 16 settembre 2016 e il 24 febbraio 2017.
In Italia la stagione è trasmessa in prima visione assoluta su Rai 2 dall'11 ottobre 2020.
| nº | Titolo originale     | Titolo italiano              | Prima TV Germania | Prima TV Italia |
| -- | -------------------- | ---------------------------- | ----------------- | --------------- |
| 1  | Wunschkind           | Il figlio desiderato         | 16 settembre 2016 | 11 ottobre 2020 |
| 2  | Beste Freundin       | La migliore amica            | 23 settembre 2016 | 12 giugno 2022  |
| 3  | Undercover (Teil 1)  | La coppia perfetta (1 parte) | 30 settembre 2016 | 5 giugno 2022   |
| 4  | Undercover (Teil 2)  | La coppia perfetta (2 parte) | 7 ottobre 2016    | 5 giugno 2022   |
| 5  | Gestohlenes Leben    | Vita rubata                  | 14 ottobre 2016   | 12 giugno 2022  |
| 6  | Harte Jungs          |                              | 21 ottobre 2016   |                 |
| 7  | Schutzlos            |                              | 28 ottobre 2016   |                 |
| 8  | Heimatlos            |                              | 4 novembre 2016   |                 |
| 9  | Vermisstes Kind      |                              | 11 novembre 2016  |                 |
| 10 | Tod eines Kollegen   |                              | 11 novembre 2016  |                 |
| 11 | Not-OP               |                              | 18 novembre 2016  |                 |
| 12 | Horrorhaus           |                              | 25 novembre 2016  |                 |
| 13 | Väter                |                              | 2 dicembre 2016   |                 |
| 14 | Neues Leben          |                              | 9 dicembre 2016   |                 |
| 15 | Kein Platz für Moral |                              | 16 dicembre 2016  |                 |
| 16 | Der Kanal            |                              | 23 dicembre 2016  |                 |
| 17 | Der Strahl           |                              | 30 dicembre 2016  |                 |
| 18 | Wer Wind sät         |                              | 6 gennaio 2017    |                 |
| 19 | Aus der Hölle        |                              | 13 gennaio 2017   |                 |
| 20 | Aus der Deckung      |                              | 20 gennaio 2017   |                 |
| 21 | Ein Fall für Rettig  |                              | 20 gennaio 2017   |                 |
| 22 | Der Wert des Lebens  |                              | 27 gennaio 2017   |                 |
| 23 | Frankenstein         |                              | 3 febbraio 2017   |                 |
| 24 | Endstation Hostel    |                              | 10 febbraio 2017  |                 |
| 25 | Einmal im Leben      |                              | 17 febbraio 2017  |                 |
| 26 | Chefsache            |                              | 24 febbraio 2017  |                 |